# Hestrie Cloete
Hestrie Cloete född 26 augusti 1978 är en sydafrikansk före detta friidrottare som tävlade i höjdhopp.
Cloete var en av de främsta kvinnliga höjdhopparna under slutet av 1990-talet och början av 2000-talet. Hon blev två gånger (2001 och 2003)  VM-guldmedaljör i höjdhopp, båda gångerna med Kajsa Bergkvist som bronsmedaljör. Däremot lyckades aldrig Hestrie Cloete vinna något OS-guld utan blev två gånger silvermedaljör. Hestries ansats bestod av en karakteristisk sväng med sina armar före upphoppet.  
Hestries personbästa är 2,06 satt vid VM-finalen 2003 i Paris. 
Efter OS-finalen 2004 valde Cloete att avsluta sin karriär. 

## Meriter, mästerskapstävlingar
- 1995: Afrikaspelen – guld
- 1998:
  - Världscupen i friidrott – silver
  - Afrikanska mästerskapen – guld
- 1999: Afrikaspelen – guld
- 2000: OS – silver
- 2001: VM – guld
- 2002:
  - Afrikanska mästerskapen – guld
  - Samväldesspelen – guld
- 2003:VM – guld
- 2004:
  - Afrikanska mästerskapen – guld
  - OS – silver